# Protohelius khasicus
Protohelius khasicus är en tvåvingeart som beskrevs av Alexander 1964. Protohelius khasicus ingår i släktet Protohelius och familjen småharkrankar. Inga underarter finns listade i Catalogue of Life.